# ويلسون كالان
ويلسون كالان هو سياسي كندي، ولد في 8 أكتوبر 1939 في Norman's Cove-Long Cove ‏ في كندا. نشط حزبياً في Newfoundland Reform Liberal Party ‏.